# Cornelius Freundt
Cornelius Freundt (* 1535 in Plauen, nach anderen Quellen auch 1539 oder 1540; † 26. August 1591 in Zwickau) war ein deutscher Komponist und Kantor.
Über sein Leben ist wenig bekannt. Er war Kantor in Borna und ab 1565 in St. Marien, Zwickau. Zudem arbeitete er als Lehrer in der Ratsschule in Zwickau.

## Kompositionen
- Ein Kindlein klein zu Bethlehem
- Freu dich, Sion
- Freu dich, Zion, und jubilier
- Geboren ist uns der heilige Christ
- Ihr Himmel, preist und lobet Gott
- Vom Himmelsthron kommt Gottes Sohn
- Wie schön singt uns der Engel Schar

## Ausgaben
- Das Weihnachtsliederbuch des Zwickauer Cantors Cornelius Freundt, hrsg. v. Georg Göhler (1897)
- Neuausg. als Weihnachtsliederbuch von Cornelius Freundt, hrsg. v. Konrad Ameln (1950)
- Weihnachtsliederbuch des Cornelius Freundt: Auswahl. Zwölf Sätze für gemischten Chor, Bärenreiter, 1976